# 王僧朗
王僧朗（4世紀—466年），琅邪臨沂人。王僧朗是東晉丞相王導曾孫，父親是臨海太守王穆。宋明帝時因其女王貞風為皇后而獲尊崇。

## 生平
王僧朗以謹慎篤實而知名，宋文帝在位期間曾擔任侍中，表現相當勤奮，故得文帝嘉許，於元嘉二十二年（445年）任命其為湘州刺史。宋孝武帝在位後期，僧朗擔任尚書左僕射。泰始元年（465年），宋明帝即位，因皇后父親的身份而加侍中、特進。泰始二年（466年）去世。朝廷追贈開府，諡為元公。

## 家庭

### 兄弟
- 王簡，長兄，東陽太守。
- 王智，次兄，有高名，得宋武帝賞識，官至晉陵太守。

### 子女
- 王楷，王彧兄，太中大夫，才能差劣。
- 王粹，王彧兄，黃門侍郎，459年卒[2]
- 王彧，宋中書監、揚州刺史，為宋明帝賜死。
- 王貞風，嫁宋明帝劉彧
- 王氏，嫁殷叡父親。